# نمایش امینم
نمایش امینم (به انگلیسی: The Eminem Show) چهارمین مجموعه استودیویی رپر آمریکایی امینم است که سال ۲۰۰۲ منتشر شده‌است. پس از اینکه در ابتدا برای انتشار در ۴ ژوئن ۲۰۰۲ برنامه‌ریزی شده بود، اما به علت به سرقت رفتن بخشی از این اثر و انتشار غیرقانونی آن، سرانجام در ۲۶ مه ۲۰۰۲ توسط افترمث اینترتیمنت، شیدی رکوردز و اینترسکوپ رکوردز منتشر شد. در این مجموعه امینم نقش مهمی را در تولید ایفا می کند. همکاران قدیمی او جف باس و دکتر دره تهیه‌کننده اجرایی مجموعه بودند. در این اثر هنرمندانی به مانند اوبی ترایس، دی۱۲، دکتر دره، نیت داگ، دیانه ره و دختر امینم هیلی جید اسکات-مدرز حضور دارند.
نمایش امینم در مقایسه با آلبوم‌های قبلی امینم، از سبک رپ راک بیشتری استفاده می‌کند و دارای مضامینی عمدتاً مثل محبوبیت امینم در موسیقی هیپ-هاپ و همچنین افکار او در مورد شهرت و هالیوود است. به علاوه این آلبوم دارای مزامین و ارجاعات سیاسی به کشور خودش، ایالات متحده است. از جمله این ارجاعات می‌توان به حملات ۱۱ سپتامبر، اسامه بن لادن، جنگ با تروریسم، رئیس‌جمهور آن زمان آمریکا جورج دبلیو بوش، لین چنی و تیپر گور اشاره کرد. به دلیل استفاده کمتر امینم از ترانه‌های طنزآلود و شخصیت ساختگی او به نام «اسلیم شیدی»، اغلب از «نمایش امینم» به عنوان شخصی‌ترین آلبوم امینم یاد می‌شود.
نمایش امینم که مورد انتظارترین آلبوم سال ۲۰۰۲ در نظر گرفته می‌شود، در روز انتشار به رتبه اول بیلبورد ۲۰۰ رسید و شش هفته متوالی در آنجا ماندگار شد. بیش از ۱٬۳ میلیون نسخه در اولین هفته خود در ایالات متحده فروخت. همچنین برای پنج هفته متوالی در صدر جدول آلبوم‌های بریتانیا قرار گرفت. این آلبوم چهار تک‌آهنگ پرفروش به نام‌های «بدون من»، «اتاقم را خالی می‌کنم»، «سوپرمن» و «برای مدتی با من بخوان» را عرضه کرد.
نمایش امینم پرفروش‌ترین آلبوم سال ۲۰۰۲ میلادی در ایالات متحده و همچنین پرفروش‌ترین آلبوم در سراسر جهان در سال ۲۰۰۲ نیز بود. این آلبوم توسط انجمن صنعت ضبط آمریکا به گواهی الماس رسید. این آلبوم با فروش پیش از ۳۴ میلیون نسخه در جهان تبدیل به دومین آلبوم پرفروش قرن بیست و یکم و پرفروش‌ترین آلبوم هیپ-هاپ تمام دوران شد.
این آلبوم با نقدهای مثبت منتقدان مواجه شد، که از غزلیات پخته و درون گرایانه امینم و بیت‌های تجربی و تولید با کیفیت آلبوم تمجید کردند. مجلات بلندر، «موزیک» و «لانچ» این اثر را به عنوان بهترین آلبوم سال ۲۰۰۲ میلادی نامیدند، و نشریات متعددی آن را در زمره بهترین آلبوم‌های دهه ۲۰۰۰ میلادی قرار دادند. در جایزه گرمی سال ۲۰۰۳ نامزد جایزه بهترین آلبوم سال شد و برای او سومین جایزه «بهترین آلبوم رپ» را در چهار سال گذشته به همراه آورد. تک آهنگ «بدون من» برنده بهترین موزیک ویدیو سال شد.

در سال ۲۰۰۳ میلادی این آلبوم در فهرست ۵۰۰ آلبوم برتر تمام دوران رولینگ استون در رتبه ۳۱۷ ام قرار گرفت و همچنین در فهرست «بهترین آلبوم‌های دهه ۲۰۰۰ میلادی» همان مجله در رتبه ۸۴ ام نیز قرار گرفت.

در سال ۲۰۰۷ میلادی «انجمن ملی بازرگانان ضبط» و تالار مشاهیر راک اند رول این آلبوم را در فهرست «۲۰۰ آلبوم برتر تمام دوران» در رتبه ۶۳ ام قرار گرفت.

در سال ۲۰۱۲ میلادی، مجله «کامپلکس» نمایش امینم را یک آلبوم کلاسیک دانست که جایگاه امینم را به عنوان یکی از مهم‌ترین چهره‌های تاریخ رپ تثبیت کرد.

## پیش زمینه
امینم بعد از عرضه اسلیم شیدی ال پی به سرعت به یکی از محبوب‌ترین اشخاص در کشور آمریکا تبدیل شد. اسلیم شیدی ال پی توسط شخصیت ساختگی امینم به اسم اسلیم شیدی روایت می‌شود که وی این شخصیت را در آلبوم قبلی خود اسلیم شیدی ای پی خلق کرده‌است. شخصیت اسلیم شیدی با زبان طنز و کارتونی خود از خشونت شدید به همراه فحش‌های رکیک و کلمات سخیف سخن می‌گوید.
امینم همچنین به دلیل محتوای شعر خود تبدیل به یک چهره بسیار بحث‌برانگیز شد. او به عنوان «یک روانی، پوچ گرا و مدافع خشونت» شناخته شد.
اسلیم شیدی ال پی در بدو انتشار توانست به رتبه دوم در جدول فروش بیلبورد ۲۰۰ درکنار آلبوم «نامه ایی از هوادار» گروه موسیقی تی ال سی که در رتبه اول قرار داشت برسد و همچنین توانست به رتبه شماره یک در جدول فروش آلبوم‌های برتر آراندبی/هیپ-هاپ نیز دست پیدا کرد.
در ۳ مه سال ۲۰۰۰ میلادی امینم سومین آلبوم استودیویی خود به نام مارشال مدرز ال‌پی را عرضه کرد. این آلبوم در بدو انتشار به رتبه اول جدول فروش بیلبورد ۲۰۰ رسید و برای هشت هفته متوالی در صدر این جدول باقی ماند که در مقابل فروش آلبوم قبلی امینم اسلیم شیدی ال پی که در سال قبل منتشر شده بود، موفقیت تجاری قابل توجهی محسوب می‌شد. مارشال مترز ال پی در هفته اول عرضه خود ۱٬۷۸۰۰٬۰۰۰ نسخه فروخت که این میزان فروش، مارشال مترز ال پی را در میان پرفروش‌ترین آلبوم‌های استودیویی در ایالات متحده قرار می‌دهد.
این آلبوم به مانند آلبوم قبلی امینم، پس از انتشار با جنجال‌های قابل توجهی روبرو شد. درهمین حال این جنجالات امینم را به شخصیتی مطرح در فرهنگ آمریکا تبدیل کرد.

امینم در حال اجرا در جشنواره کنترل خشم، سال ۲۰۰۰

انتقادها بر اشعار او که شامل موضوعاتی مثل خشونت، تبلیغ علیه همجنسگرایی، ترویج خشونت، تجاوز و قتل بود نیز، همچنان وارد بود. علاوه بر این مباحث، اشارات فراوان او به کشتار دبیرستان کلمباین در متن شعرهایش باعث جنجال‌های فراوانی نیز شده بود.
اعتراضات علیه محتوای آلبوم در مراسم گرمی سال ۲۰۰۱ میلادی به اوج خود رسید. مارشال مدرز ال‌پی نامزد چهار جایزه منجمله آلبوم سال شد.
امینم در صحبت با مجله اسپین گفت: «در نهایت، ممکن است در زندگی ام به درام نیاز داشته باشم تا به من الهام بخش من باشند…؛ با مارشال مدرز ال پی همه چیزهایی که دربارهٔ من می‌گفتند – الهام بخش من شد و مثل مهمات برای من بود. و پس از آن زمانی که این چرندیات کمی کمتر شد، من دچار آشفتگی‌های دیگری در زندگی شخصی‌ام بودم؛ بنابراین این چیزی بود که تونستم در نمایش امینم از اون‌ها بگم. حالا فقط باید منتظر مرحله بعدی زندگیم باشم. اما به نظر می رسه که همیشه اتفاقی می افته، چیزی همیشه باید زندگی آدم رو آشفته کنه.»
امینم اشاره کرد که این آلیوم الهام گرفته شده از فیلم علمی تخیلی و کمدی درام به نام نمایش ترومن به کارگردانی پیتر ویر در سال ۱۹۹۸ است. جیم کری در این فیلم به عنوان شخصیت اصلی فیلم، ترومن بربنک بازی کرده‌است. او مردی است که ناخواسته در یک برنامه تلویزیونی زندگی می‌کند و زندگی او برای بینندگان در سراسر جهان پخش زنده می‌شود.
امینم در مورد تأثیر فیلم می‌گوید: «زندگی من در اون زمان مثا این بود که در حال تبدیل شدن به یک سیرک مسخره بود، و احساس می‌کردم که همیشه دارن منو تماشا می‌کنند…؛ در اصل، ترومن بربنک آلبوم منو نوشته.»

## ضبط
امینم تقریباً همزمان با فیلمبرداری فیلم ۸ مایل شروع به ضبط نمایش امینم کرده بود. تولیدات تیم امینم در این زمان هم برای موسیقی متن فیلم و هم برای این آلبوم استفاده شده بودند. همچنین در این زمان امینم علاوه بر کار بر روی نمایش امینم فیلم ۸ مایل و موسیقی متن این فیلم کار بر روی اولین آلبوم استودیویی گروه دی۱۲ به نام شب شیطان را نیز آغاز کرده بود.

به علت شخصی بودن و متفاوت بودن آلبوم نسبت به آلبوم‌های قبلی او، امینم نقش تولیدی مهمتری را در ساخت آلبوم ایفا می‌کند. امینم پیش از ۹۰ درصد از بیت‌های آلبوم را خودش می‌سازد. از دیگر افراد حاضر در تولید آلبوم می‌توان به دوست دیرینه‌اش جف باس اشاره کرد که، او به‌طور عمده در ساخت آهنگ‌هایی که در نهایت تبدیل به تک‌آهنگ‌های آلبوم شدند نقش داشت. همچنین دکتر دره علاوه بر اینکه تهیه‌کننده اجرایی آلبوم بود، سه قطعه جداگانه برای این اثر تولید کرد که شامل، ترانه‌های تجارت، «بگو هرچی میخوای» و «بابام دیوونه شده» است.
امینم برای بیت‌های آلبوم از سبک‌های مختلفی استفاده می‌کند، او مخصوصاً به سبک راک در این آلبوم علاقه خاصی نشان می‌دهد. به عنوان مثال او در ترانه برای مدتی با من بخوان از ملودی گیتار آهنگ به رویاهایت بپرداز گروه موسیقی ائروسمیت استفاده می‌کند. یا در ترانه تا زمانی که ایستاده‌ام از صدای دست زدن در آهنگ دنیایت را زیر و رو خواهیم کرد گروه موسیقی کوئین استفاده می‌کند. امینم از دخترش هیلی جین اسکات در ترانه «بابام دیوونه شده» استفاده می‌کند و این ترانه توسط هر دو آن‌ها اجرا می‌شود.
امینم ترانه «با هالیوود خداحافظی کن» را به همراه «لوییس رستو» و «مایک الینزو» تولید می‌کند، همچنین امینم مدیر اجرایی تولید این آهنگ نیز هست. ترانه اتاقم را خالی می‌کنم توسط امینم و جف باس تولید شده‌است. این آهنگ در ابتدا قرار بود در موسیقی متن فیلم ۸ مایل قرار بگیرد و در چندین پیش‌پرده این فیلم نیز قرار داشت اما بعداً تصمیم گرفته شد که در نمایش امینم از آن استفاده شود. امینم ترانه «آهنگی برای هیلی» را برای دخترش نوشت که در آن زمان ده سال سن داشت، این ترانه توسط امینم و «لوییس رستو» نوشته شده‌است و امینم خود به تنهایی ان را تولید کرده‌است.
ترانه سوپرمن توسط امینم نوشته شده و توسط امینم، جف باس و استیو کینگ تولید شده‌است. امینم ایده شاخت این ترانه از زمان کی ترانه «تصنیف یک تریاکی» را برای آلبوم قبلی خود، مارشال مدرز ال پی نوشت در سر داشت. ترانه بدون من توسط امینم، جف باس و چندین آهنگساز دیگر نوشته شده‌است.

امینم در دیوارکوب تبلیغات نمایش امینم برای فروشگاه‌های موسیقی،
این تصویر از آگهی تبلیغاتی تلویزیونی نمایش امینم گرفته شده‌است.

امینم در رابطه با افزایش فعالیت‌های خود در تولیدات آثارش به رولینگ استون گفت: «من یادگرفتم که چه طوری یک ماشین درام رو برنامه‌ریزی کنم. قبلاً خیلی ساده‌تر بود، من فقط شعرها رو می‌نوشتم و رپ می‌کردم و صدام رو روی آهنگ می‌گذاشتم و تمام؛ بعدش هم از استودیو می‌رفتم. اما الان من اینقدر درگیر تولید شده‌ام که مثل این شده که شغلم شده.»
نمایش امینم همچنین به منتقدینی که بر این باور بودند که امینم بدون تولیدات دکتر دره نمی‌توانست به موفقیت چندانی دست پیدا کند ثابت کرد که، توانی‌های او به عوان یک موسیقیدان بیشتر از میزانی بود که تا آن زمان او از خود نشان داده بود.
در مصاحبه دیگری با رولینگ استون در سال ۲۰۰۲، امینم گفت: «برای مدتی با من بخوان» اولین آهنگی بود که برای این آلبوم نوشتم و «کمدم را خالی می‌کنم» دومین آهنگی بود که نوشتم. من در آهنگ «با من بخوان» تیکه شعری دارم: «من می خوام همه شما رو به نمایش امینم دعوت کنم»؛ اولش این فقط یک تیکه شعر بود اما یک خورده بهش فکر کردم و گفتم: «زندگی من واقعاً مثل یک نمایش میمونه. من ترانه‌هایی در آلبوم دارم که سال گذشته زمانی که وسط بدبختی بودم، نوشتم که حکم احتمالی زندانی شدن بالای سرم بود و در گیر و دار طلاق بودم. سال گذشته مشکلات زیادی رو پشت سر گذاشتم مثل دعوا، طلاق و تهدید به زندان و اون موقع بود که نصفی از آلبوم رو نوشتم.»

## موسیقی و اشعار
از نظر سبک، نمایش امینم دارای لحن سبک‌تری نسبت به مارشال مدررز ال پی است و استفاده سنگین‌تری از سبک رپ راک نسبت به آلبوم‌های قبلی امینم دارد که دارای مجموعه ایی از ملودی‌های نواخته شده بر روی گیتار با ریتم هیپ-هاپ هستند. در مصاحبه ای با مجله بریتانیایی «دِ فیس» در آپریل سال ۲۰۰۲، امینم گفت: «این آلبوم رو مثل یه آلبوم راک در نظر گرفتم ام زمانی که میساختمش.» او ادامه داد که: «سعی کرد بهترین‌های جهان رو در آلبوم خودم استفاده کنم.»
امینم در مورد تأثیرات راک بر موسیقیش صحبت کرد و گفت: «من وقتی بچه بودم به آهنگ هی راک دهه ۱۹۷۰ زیادی گوش می‌دادم. وقتی دوباره به اون‌ها گوش می‌کنم مانند لد زپلین، آروسمیت، جیمی هندریکس و غیره؛ حس خاص و جالبی به من دست میده.»
ترانه «برای مدتی با من بخوان» شامل نمونه ای از آهنگ رؤیاپردازی کن از گروه موسیقی اروسمیث است. یکی دیگر از نمونه‌های راک در این آلبوم، دست زدن در ترانه تا وقتی که ایستاده‌ام است که از مقدمه آهنگ دنیایت را زیر و روء می‌کنیم که از گروه موسیقی کوئین گرفته شده‌است.

### اشعار
مضامین نمایش امینم عمدتاً بر اساس تأثیر امینم در موسیقی هیپ-هاپ و حسادت دیگران نسبت به او است، و همچنین افکار او در مورد موفقیت بزرگ و غیرمنتظره او و همچنین تأثیرات منفی آن بر زندگی شخصی اش است.

در ترانه «خداحافظ هالیوود» امینم از اینکه او هم به مانند به بقیه مردم احساسات و عواطف دارد صحبت می‌کند، او در ورس دوم آهنگ از مشکلات خانوادگی و شغلی خود می‌گوید و اشاره می‌کند که حتی زمانی به خودکشی فکر می‌کرده‌است اما وجود دخترش مانع این عمل شده بود، در ورس سوم و آخری آهنگ امینم می‌گوید: «که روح خودش را به شیطان فروخته‌است و هیچ وقت ان را پس نخواهد گرفت.» این ترانه در آغاز قرار نبود در آلبوم قرار بگیرد اما بعد از انتشار موسیقی متن فیلم ۸ مایل، امینم تصمیم به اضافه کردن آن به نمایش امینم گرفت.

آهنگ اتاقم را خالی می‌کنم در رابطه دوران کودکی امینم و مشکلات کودکی اوست. او در این آهنگ از پدرش می‌گوید که زمانی که بچه بود او و مادرش را ترک کرده بود و از او گله می‌کند که جواب نامه‌هایش را نداده بود. در ادامه او از مادرش می‌گوید که زمانی که امینم بچه بود مادرش به داروهایی شیمیایی معتاد شده بود و امینم را وادار می‌کرد تا باور که او هم مریض است هرچند که امینم مریضی و مشکل نداشت. همچنین او از خودکشی دای کوچکش در سال ۱۹۹۱ میلادی در سن ۱۷ سالگی می‌گوید، که تأثر به سزایی بر مشکلات روحی و روانی امینم و همچنین موسیقی اش گذاشته بود. دایی امینم که کوچک‌ترین فرزند مادربزرگ امینم بود فقط دو ماه از او بزرگتر بود، و امینم با او بزرگ شده بود و او کسی بود که امینم را با رپ آشنا کرده بود.
بدون من از معدود اهنگ‌ها آلبوم است که مایه‌های طنز دارد. در این آهنگ امینم از انزجار خود نسبت به هالیوود و سلبریتی‌ها می‌گوید، همچنین او از سبک‌های موسیقی پاپ و تکنو به عنوان موسیقی خرد یاد می‌کند. امینم همچنین از دولت آمریکا و وزارت ارتباط که می‌خواستند پخش آهنگ‌های او را از رادیو و شبکه ام تی وی ممنوع کنند صحبت می‌کند.

ماریا کری (سال ۱۹۹۴. م) که امینم در این آلبوم به خصوص در (آهنگ سوپرمن) به موعظه و تمسخر او می‌پردازد.

این آلبوم همچنین به افکار امینم در موضوعاتی پیرامون سیاست خارجه آمریکا، اشاراتی به ۱۱ سپتامبر
اسامه بن لادن، جنگ با تروریسم جورج بوش، لین چینی و «تریپر گور» می‌کند.
امینم در مورد استفاده از مفاهیم سیاسی به رولینگ استون گفت: «شما موسیقیتان رو در اذهان عمومی قرار می‌دهید تا دنیا همه ببیند و قضاوت کنند، و هرکسی که با شما موافق باشه با شما موافقه. حتی سرسخت‌ترین طرفداران من هم با هر چیزی که میگم موافق نیستند. اینها دیدگاه‌های منه، من اینطوری می‌بینم و تفسیر می‌کنم و شما هم قطعاً نظرات خودتون رو دارید، اما ممکنه نتونید اون‌ها رو مانند من به جهان نشان بدید.»
«آلن لایت» منتقد مجله «اسپین» نوشت: «ین آلبوم اثابت این می‌باشد که امینم مهارترین و زبده‌ترین نویسنده در موسیقی عامه پسند امروز است.»
امینم همچنین چندین هنرمند منجمله، موبی، کانیباس و لیمپ بیزکیت را مورد موعظه قرار می‌دهد، در حالی که دکتر دره جرمین دوپری را در آهنگ «بگو هرچی میخوای» مورد انتقاد قرار می‌دهد.
در این آلبوم (مخصوصا آهنگ سوپرمن) امینم ماریا کری را به‌طور خاص مورد موعضه و تمسخر کردن قرار می‌دهد. او که با ماریا کری چندین بار روابط نامشروع داشته بود مخصوصاً زمانی که نیز متأهل بود، دوست نداشت که این موضوع رسانه ایی شود اما ماریا کری این موضوع را رسانه ایی کرده بود.
در آهنگ سوپرمن امینم به چندین موقعیت در زنگی خود اشاره می‌کند که او با زنانی وارد رابطه‌های محدود شده بود اما آنان از امینم انتظار داشتند که امینم از همسرش طلاق گرفته و آنان را وارد زندگی خود کند. اما امینم خواهان این نوع از روابط نیست و او در بخشی از ترانه خود می‌گوید که: «من نمیخوام قهرمانت و آقا بلاسرتون باشم و فقط واسه یه شب میخوامتون.» امینم در ادامه «زنانی که وارد زندگیش می‌شوند (مخصوصا ماریا کری) را هرزه خطاب می‌کند که فقط او را به خاطر پول و شهرت می‌خواهند، و با دروغ‌هایشان زندگی زناشویی او را نابود کرده‌اند.» این موارد و مشکلاتی که او با ماریا کری داشت موحب نوشتن این ترانه شد.
از نظر اشعار، این آلبوم رشد شخصی و موسیقی امینم را نشان می‌دهد که در مقایسه با آلبوم‌های قبلی او، دارای موضوعاتی متفاوت تر و جدی تری است.
امینم در مصاحبه ایی با مجله اسپین گفت: «یکی از چیزهای که اذیتم می‌کرد این بود که مردم می‌گفتند که من برای فروش آلبوم هام فقط باید فحش بدهدم! به همین دلیله که با این آلبوم می‌خواستم نشان بدهم که هنرمندی قوی هستم و اومدم که اینجا بمانم.»
به دلیل ترانه‌هایی با تم طنزآلود کمتری نسبت به آلبوم‌های قبلیش، نمایش امینم به عنوان یک آلبوم خاص در آثار امینم شناخته می‌شود که در آن موضوعات شخصی امینم مطرح می‌شود و شخصیت ساختگی او «اسلیم شیدی» حضور کمتری دارد.
امینم طی مصاحبه ای با ام تی وی گفت: «احساس می‌کنم نمایش امینم بهترین اثر من تا الان است.
در سال ۲۰۰۶ مجله موسیقی کیو نوشت: «دو آلبوم اول امینم مثل دوتا لباس چرک بودند، اما بعدش او که مشهورترین خواننده رپ جهان است زندگی خود را در این آلبوم که مانند اتاقی از افتخارات است، بررسی می‌کند.»

## انتشار
نمایش امینم در ابتدا برای انتشار در ۴ ژوئن سال ۲۰۰۲ میلادی برنامه‌ریزی شده بود، با این حال نسخه‌های سرقت‌شده و غیرقانونی آن از طریق شبکه‌های دانلود مجازی عرضه یا به صورت لوح فشرده یا نوار در خیابان‌ها به فروش می‌رسیدند. این مجموعه توسط «سایت آر ان اس»، که یک سازمان موسیقی غیرقانونی بود بیست و پنج روز قبل از تاریخ انتشار در نظر گرفته شده، ارائه شده بود. برنامه رادیویی «اوپی و انتونی» کل این اثر را در ۱۷ مه سال ۲۰۰۲ میلادی پخش کرد. اینترسکوپ تصمیم گرفت نمایش امینم را زودتر از زمان تعیین شده در ۲۸ مه عرضه کند، اما بسیاری از فروشگاه‌ها در ۲۶ مه شروع به فروش آن کرده بودند،و بروی پوسترهای تبلیغاتی در فروشگاه‌ها نوشته شده بود: «آمریکا نمی‌توانست صبر کند». به دلیل انتشار زودهنگام توسط بسیاری از مغازه‌ها در روز یکشنبه، آلبوم تنها یک فرصت یکروز فروش را برای ورود به نمودار هفتگی فروش داشت و تا هفته بعد از این نیز هنوز در فروشگاهای زنجیره ایی بزرگ والمارت در دسترس نبود.
نمایش امینم اولین آلبوم امینم بود که اشعار تمام آهنگ‌هایش را در کتابچه لوح فشرده اش قرار داده بود. علاوه بر این، ۲٬۰۰۰٬۰۰۰ نسخه از چاپ اول این مجموعه که در ایالات متحده ضرب شده بود، شامل یک لوح دی‌وی‌دی هدیه به همراه مصاحبه اختصاصی با امینم و مستندی از ضبط این اثر نیز بود.
یک هفته قبل از انتشار مجموعه، توانست تبدیل به دومین اثر پربازدید بر روی رایانه‌ها و فضای مجازی شود، که این بالاترین رتبه برای یک مجموعه منتشر نشده بوده‌است.
نمایش امینم مورد انتظارترین آلبوم سال ۲۰۰۲ میلادی در نظر گرفته شده بود.
در زمان انتشار نمایش امینم، این مجموعه از نظر اجتماعی مقبول‌تر از مجموعه‌های قبلی امینم ظاهر شد. هیچ اعتراضی به اشعارش نبود و تهدید به ممنوعیت این اثر نیز وجود نداشت. ستون‌نویس نیویورک آبزرور نوشت که: «امینم برای مردم تبدیل به یک «لذت ناخواسته» شده‌است و او را به‌عنوان قابل توجه‌ترین شخصیتی که از زمان باب دیلن، جان لنون و میک جگر از موسیقی عامه‌پسند غربی پدید آمده‌است، توصیف می‌کند.»

### بازکاوی و تقتیش

امینم در نماهنگ بدون من که او به مانند بن لادن لباس پوشیده و در غار نشسته‌است.

«نسخه ممیزی» نمایش امینم، توهین‌ها و کلمات رکیک بیشتری را نسبت به مجموعه‌های قبلی امینم تفتیش و حذف کره بود، که در آن کلمات به مانند «لعنتی»، «عوضی»، «حرام‌زاده»، «الاغ»، «پتیاره» و «گوه» جایگزین شده بودند.
در این اثر هیچ گونه فحاشی و کلماتی رکیکی مجاز نبود، و فحاشی‌ها یا بی‌صدا شده بودند یا با جلوه‌های صوتی پوشیده شده بوند. علاوه بر این، گاهی نیز کل جملاتی که دارای محتوای جنسی بودند، به‌طور کلی از متن ترانه‌ها و تمامی آهنگ‌ها حذف شده بودند.ترانه «باکلاس» در نسخه‌های اولیه حذف شد و تنها چهار ثانیه سکوت قبل از ترانه بعدی، بدون من شنیده می‌شود. بعداً در نسخه‌های مجازی ترانه «باکلاس» را به‌طور کامل حذف کردند و با این حال، برخی از نسخه‌های ممیزی دارای نسخه متفاوت از ترانه «باکلاس» هستند.
با این حال برخی مشکلات در نسخه ممیزی نیز وجود دارد. در قطعه طنز «بوسه»، کلمه «مادرخراب!» هنوز در نسخه سانسور شده قابل شنیدن است.
در قطعه «سرباز» که ادامه قطعه طنز «بوسه» است، سه بار کلمه «پتیاره» قابل شنیدن است.
در «ترانه هیلی» جمله «می خواهم او را» می‌تواند به راحتی در هر دو نسخه عادی و ممیزی به عنوان «سقطتش» اشتباه گرفته شود.
همچنین در ترانه آمریکای سفید کلمه «پرچم» از جمله «پرچم آمریکا بسوزون و جاش رو با یک برچسب هشدار به خانواده‌ها پر کن»، حذف شده‌است.

## فروش
نمایش امینم توانست در کمتر از یک سال تبدیل به پرفروش‌ترین آلبوم هیپ-هاپ تمام دوران شود و بیش از ۳۴ میلیون نسخه در سراسر جهان به فروش برساند.

## بازخوردها
| بررسی جمعی                          | بررسی جمعی |
| منبع                                | رتبه‌بندی   |
| ----------------------------------- | ---------- |
| متاکریتیک                           | ۷۵/۱۰۰     |
| بررسی انتقادی                       |            |
| منبع                                | رتبه‌بندی   |
| آل میوزیک                           | [ ۴۶ ]     |
| راهنمای خرید موسیقی به کمک کریستاگو | A−         |
| انترتینمنت ویکلی                    | B+         |
| هَاُوس کرانیکول                       | [ ۴۹ ]     |
| ان‌ام‌ئی                              | [ ۵۰ ]     |
| پیچفورک                             | [ ۵۱ ]     |
| کیو (مجله)                          | [ ۵۲ ]     |
| رولینگ استون                        | [ ۵۳ ]     |
| راهنمای خرید رولینگ استون           | [ ۵۴ ]     |
| یواس‌ای تودی                         | [ ۵۵ ]     |

نمایش امینم نقدهای مثبتی را از منتقدان دریافت کرد. در وبگاه متاکریتیک که امتیاز از ۱۰۰ است توانست بر اساس ۲۰ نقد، میانگین امتیاز ۷۵ را دریافت کند.
الکس نیدهام از مجله ان‌ام‌ئی از نمایش امینم به عنوان «سومین آلبوم فوق‌العاده امینم یاد کرد که بزرگتر، جسورتر و بسیار یکپارچه‌تر از پیشینیان خود است.»
دیوید براون از امجله اینترتیمنت ویکلی نوشت که: «اشعار شخصی تر این اثر موفق شدند که پیچیدگی‌ها و وجهیات شخصیت امینم را نشان دهند، با این حال نمایش امینم مانند پیشینیان خود گواهی است بر مهارت‌های امینم. رپ کردن معمولی تر و ساده‌تر مهمان‌هایی که در این مجموعه حضور دارند مانند دی۱۲، یک از دلایل دیگریست که توانمدی‌های خاص امینم، میزان کیفیت و سرعت شعرهایش، هنر و قلمش و حس شوخ‌طبعی خاص و متفاوتش؛ او را یک سو گردن بالاتر از بقیه قرار می‌دهد.» کریس اگز برای رولینگ استون می‌نویسد که: «امینم احتمالاً بهترین مجموعه رپ راک تاریخ را ساخته‌است.»
سال سنکومانی برای مجله اسلنتنوشت: «او مقداری از آن نقاب اسلیم شیدی بر صورت برداشته و کمی از مارشال ماترز واقعی را نشان می‌دهد که تصویری از امینم بالغ تری است.»
استفان توماس ارلوین در نقد خود برای آل‌میوزیک نوشت: «این مجموعه ثابت می‌کند که امینم استانداردی در موسیقی پاپ سال ۲۰۰۲ است که ترانه‌هایی شیک، جذاب، مفهومی، خنده دار و سیاسی را ارائه می‌دهد که به بدی درآن‌ها به ندرت دیده می‌شود.
منتقد شهیر موسیقی رابرت کریستگاو نوشت: «به نظر بنده این مجموعه پاسخی دقیق و منسجم به تغییر موقعیت و نقش امینم در موسیقی هیپ-هاپ است، و درثانی پاسخی است از طرف امینم به تمام پستی‌ها و بلندیی‌هایی که از به شهرت رسیدن به دست می‌آید و همچنین بازنگری از طرف امینم به آسیب‌هایی که در دوران کودکی و نوجوانی خود متحمل شده‌است.»
ادنا گاندرسن نویسنده یواس‌ای تودی نوشت که: «امینم به همان اندازه که همه می‌گویند خوب است، اما در پایان این اثر آسیب بیشتری به خود وارد می‌کند؛ نمایش امینم در سطحی از خود بینی و خودپرستی قرار گرفته‌است که تنها با امثال وودی آلن و آثارشان قابل مقایسه است. اما با این وجود که چندین آهنگ از این مجموعه متوسط رو به بالا هستند، او با ترکیب کردن کلمات و فلو خلاقانه خود توانسه مهارتی قابل تحسینی در نوشتن اشعار از خود نشان بدهد.»
مجله آنکات نوشت: «با وجود تمامی موفقیت‌های قبلیش، امینم هنوز با جان و دل برای نمایش امینم از جان مایه گذاشته‌است.»
مجله کیو در ارزیابی متفاوتر خود با دیگر منتقدان بیان می‌کند که: «امینم شخصیت ساختگی قدیمی خود کنار گذاشته است، پس حضور برخی آهنگ‌های طنزآلود و قطعات کمدی تقریباً بی‌معنی و دلیل است.»
مارک. ال هیل نویسنده مجله پاپ‌مترز نوشت که: «این اثر فاقد حس طنز کارهای قبلی اوست و ترکیبی از موسیقی خوب تجربی و اشعاری بی الهام و انگیزه است.»
در ۳ ژوئن سال ۲۰۰۲، ایئتن پی از پیچفورک نمایش امینم را از جنبه‌های مختلف منجمله آهنگ‌ها و اشعار آن، تم طنز یا غیر طنز آن را مورد نقد قرار داد. او در ادامه به خصوص از ترانه «بابام دیوانه شده» گله فروانی کرد. او در بخشی از نقد خود می‌نویسد: «اگه دارید این جلمه رو میخونید پس یعنی من تونستم یه نق بدون ویرایش توی پیچفورگ بزارم.» با این حال این نقد در سایت پیچفورک باقی ماند و امتیاز داده شده نیز تغییری نیافته‌است.

## میراث
نمایش امینم توسط اکثر منتقدان موسیقی مورد تحسین قرار گرفت و اغلب از آن به عنوان شخصی‌ترین و بهترین اثر امینم یاد می‌شود.

## نمودار

### جدول هفتگی
| Chart (2002–03)                                     | Peak position |
| --------------------------------------------------- | ------------- |
| آلبوم‌های استرالیایی (ای‌آرآی‌ای)                      | 1             |
| Australian Hip-Hop/R&B Albums (ARIA)                | ۱             |
| آلبوم‌های اتریشی (آلبوم‌های او۳)                      | 1             |
| آلبوم‌های بلژیکی (اولتراتاپ فلاندرز)                 | 1             |
| آلبوم‌های بلژیکی (اولتراتاپ والونیا)                 | 1             |
| آلبوم‌های کانادایی (بیلبورد)                         | 1             |
| آلبوم‌های دانمارکی (هیت‌لیستن)                        | 2             |
| آلبوم‌های هلندی (جدول‌های هلند)                       | 1             |
| European Albums (Billboard)                         | ۱             |
| آلبوم‌های فنلاندی (جدول رسمی فنلاند)                 | 1             |
| آلبوم‌های فرانسوی (اس‌ان‌ئی‌پی)                         | 2             |
| آلبوم‌های آلمانی (۱۰۰ آلبوم برتر رسمی)               | 1             |
| Greek Albums (IFPI)                                 | ۱             |
| آلبوم‌های مجارستانی (ماهاز)                          | 2             |
| آلبوم‌های ایرلندی (ایرما)                            | 1             |
| آلبوم‌های ایتالیایی (فیمی)                           | 1             |
| Japanese Albums (Oricon)                            | ۳             |
| Malaysian Albums (RIM)                              | ۵             |
| آلبوم‌های نیوزیلندی (آرام‌ان‌زد)                       | 1             |
| آلبوم‌های نروژی (وی‌جی-لیستا)                         | 1             |
| آلبوم‌های لهستانی (زدپی‌ای‌وی)                         | 2             |
| Portuguese Albums (AFP)                             | ۳             |
| South African Albums (RISA)                         | ۱             |
| Spanish Albums (PROMUSICAE)                         | ۴             |
| آلبوم‌های سوئدی (برترین‌های سوئد)                     | 1             |
| آلبوم‌های سوئیسی (جدول موسیقی سوئیس)                 | 1             |
| آلبوم‌های بریتانیا (شرکت جدول‌های رسمی)               | 1             |
| آلبوم‌های آراندبی بریتانیا (شرکت جدول‌های رسمی)       | 1             |
| بیلبورد ۲۰۰ ایالات متحده                            | 1             |
| آلبوم‌های آراندبی/هیپ‌هاپ برتر ایالات متحده (بیلبورد) | 1             |

| Chart (2013)                                 | Peak position |
| -------------------------------------------- | ------------- |
| آلبوم‌های کاتالوگ برتر ایالات متحده (بیلبورد) | 2             |

| Chart (2017)                            | Peak position |
| --------------------------------------- | ------------- |
| آلبوم‌های رپ برتر ایالات متحده (بیلبورد) | 14            |

### جدول پایان سال
| Chart (2002)                                      | Position |
| ------------------------------------------------- | -------- |
| آلبوم های استرالیایی (ARIA)                       | ۱        |
| آلبوم های هیپ هاپ/آر اند بی استرالیا (ARIA)       | ۱        |
| آلبوم های اتریشی (Ö3 Austria)                     | ۵        |
| Belgian Albums (Ultratop Flanders)                | ۳        |
| Belgian Alternative Albums (Ultratop Flanders)    | ۱        |
| Belgian Albums (Ultratop Wallonia)                | ۶        |
| Danish Albums (Hitlisten)                         | ۵        |
| Dutch Albums (Album Top 100)                      | ۶        |
| European Albums (Music & Media)                   | ۴        |
| Finnish Albums (Suomen viralinen lista)           | ۴        |
| French Albums (SNEP)                              | ۱۳       |
| German Albums (Offizielle Top 100)                | ۶        |
| Irish Albums (IRMA)                               | ۷        |
| Italian Albums (FIMI)                             | ۱۶       |
| Japanese Albums (Oricon)                          | ۹۶       |
| New Zealand Albums (RMNZ)                         | ۳        |
| Spanish International Albums (AFYPE)              | ۹        |
| Swedish Albums (Sverigetopplistan)                | ۴        |
| Swedish Albums & Compilations (Sverigetopplistan) | ۴        |
| Swiss Albums (Schweizer Hitparade)                | ۵        |
| UK Albums (OCC)                                   | ۷        |
| US Billboard 200                                  | ۱        |
| US Top R&B/Hip-Hop Albums (Billboard)             | ۱        |
| Worldwide Albums (IFPI)                           | ۱        |

| Chart (2003)                                      | Position |
| ------------------------------------------------- | -------- |
| Australian Albums (ARIA)                          | ۶        |
| Australian Hip Hop/R&B Albums (ARIA)              | ۱        |
| Austrian Albums (Ö3 Austria)                      | ۲۱       |
| Belgian Albums (Ultratop Flanders)                | ۲۳       |
| Belgian Alternative Albums (Ultratop Flanders)    | ۹        |
| Belgian Albums (Ultratop Wallonia)                | ۲۷       |
| Danish Albums (Hitlisten)                         | ۳۲       |
| Dutch Albums (Album Top 100)                      | ۳۳       |
| European Albums (Billboard)                       | ۹        |
| Finnish Albums (Suomen viralinen lista)           | ۲۸       |
| French Albums (SNEP)                              | ۳۵       |
| German Albums (Offizielle Top 100)                | ۱۵       |
| Hungarian Albums (MAHASZ)                         | ۴۳       |
| Irish Albums (IRMA)                               | ۲۰       |
| Italian Albums (FIMI)                             | ۴۰       |
| Japanese Albums (Oricon)                          | ۹۹       |
| New Zealand Albums (RMNZ)                         | ۱۵       |
| Swedish Albums (Sverigetopplistan)                | ۴۱       |
| Swedish Albums & Compilations (Sverigetopplistan) | ۵۵       |
| Swiss Albums (Schweizer Hitparade)                | ۳۴       |
| UK Albums (OCC)                                   | ۳۹       |
| US Billboard 200                                  | ۱۴       |
| US Top R&B/Hip-Hop Albums (Billboard)             | ۱۶       |
| Worldwide Albums (IFPI)                           | ۲۰       |

| Chart (2004)                         | Position |
| ------------------------------------ | -------- |
| Australian Hip Hop/R&B Albums (ARIA) | ۲۸       |
| French Albums (SNEP)                 | ۱۷۶      |

| Chart (2010)                         | Position |
| ------------------------------------ | -------- |
| Australian Hip Hop/R&B Albums (ARIA) | ۳۱       |

| Chart (2011)                         | Position |
| ------------------------------------ | -------- |
| Australian Hip Hop/R&B Albums (ARIA) | ۲۹       |

| Chart (2013)                         | Position |
| ------------------------------------ | -------- |
| Australian Hip Hop/R&B Albums (ARIA) | ۳۷       |
| US Catalog Albums (Billboard)        | ۲۷       |

| Chart (2014)                         | Position |
| ------------------------------------ | -------- |
| Australian Hip Hop/R&B Albums (ARIA) | ۳۲       |
| US Billboard 200                     | ۱۲۰      |
| US Catalog Albums (Billboard)        | ۹        |

| Chart (2015)                         | Position |
| ------------------------------------ | -------- |
| Australian Hip Hop/R&B Albums (ARIA) | ۲۲       |
| US Billboard 200                     | ۹۹       |
| US Catalog Albums (Billboard)        | ۱۷       |

| Chart (2016)                         | Position |
| ------------------------------------ | -------- |
| Australian Hip Hop/R&B Albums (ARIA) | ۱۹       |
| US Billboard 200                     | ۸۴       |
| US Catalog Albums (Billboard)        | ۳۳       |

| Chart (2017)                          | Position |
| ------------------------------------- | -------- |
| Australian Hip Hop/R&B Albums (ARIA)  | ۱۷       |
| US Billboard 200                      | ۷۵       |
| US Catalog Albums (Billboard)         | ۱۱       |
| US Top R&B/Hip-Hop Albums (Billboard) | ۴۹       |

| Chart (2018)                         | Position |
| ------------------------------------ | -------- |
| Australian Hip Hop/R&B Albums (ARIA) | ۳۱       |
| Danish Albums (Hitlisten)            | ۸۸       |

| Chart (2019)                         | Position |
| ------------------------------------ | -------- |
| Australian Hip Hop/R&B Albums (ARIA) | ۲۲       |
| Danish Albums (Hitlisten)            | ۹۰       |

| Chart (2020)                         | Position |
| ------------------------------------ | -------- |
| Australian Hip Hop/R&B Albums (ARIA) | ۳۲       |
| Belgian Albums (Ultratop Flanders)   | ۱۸۶      |
| US Billboard 200                     | ۱۶۲      |
| US Catalog Albums (Billboard)        | ۳۲       |

| Chart (2021)                         | Position |
| ------------------------------------ | -------- |
| Australian Albums (ARIA)             | ۸۸       |
| Australian Hip Hop/R&B Albums (ARIA) | ۲۶       |
| Belgian Albums (Ultratop Flanders)   | ۱۶۷      |
| Danish Albums (Hitlisten)            | ۹۶       |

### جدول پایانی هر دهه
| Chart (2000–2009)                     | Position |
| ------------------------------------- | -------- |
| Australian Albums (ARIA)              | 10       |
| UK Albums (OCC)                       | ۶۱       |
| US Billboard 200                      | 3        |
| US Top Hip-Hop/R&B Albums (Billboard) | 7        |